# モンタバウアー
モンタバウアー (独: Montabaur、ドイツ語発音: [ˈmɔntabaʊɐ])はドイツ連邦共和国 ラインラント＝プファルツ州ヴェスターヴァルト郡にある市で、同郡の郡庁所在地であり、また、24の市町村が所属するモンタバウアー連合自治体 (Verbandsgemeinde Montabaur) の行政庁所在地となっている。
黄色のモンタバウアー城と、ICEのケルン-ライン＝マイン高速線の停車駅で知られている。

## 姉妹都市
- - トネール(Tonnerre)（フランス）
- - ブラックリー(Brackley)（イギリス）
- - ゼープニッツ(Sebnitz)（ザクセン州）